# David Rakoff
David Rakoff, född 27 november 1964, död 9 augusti 2012, var en kanadensisk New York-baserad essäist, journalist, författare och skådespelare. Hans verk publicerades bland annat i form av tre essäsamlingar och en postumt utgiven roman. Rakoff var en återkommande essäist och gäst i radioprogrammet This American Life från 1996 och fram till sin död 2012.